# Eisenbahnunfall von Schrozberg
Der Eisenbahnunfall von Schrozberg war ein Frontalzusammenstoß zweier Personenzüge auf der Bahnstrecke Crailsheim–Königshofen nördlich des Bahnhofs Schrozberg am 11. Juni 2003, der letztendlich auf einer falsch durchgeführten Räumungsprüfung des Fahrdienstleiters in Schrozberg beruhte. Sechs Menschen starben, 25 weitere wurden darüber hinaus verletzt.

## Ausgangslage
Die Bahnstrecke Crailsheim–Königshofen ist eine eingleisige, nicht elektrifizierte Bahnstrecke. Ein Abschnitt zwischen den Bahnhöfen Schrozberg und Niederstetten verläuft auf einem Damm.
Bei der Durchfahrt des aus Aschaffenburg kommenden und in Richtung Crailsheim nach Nürnberg fahrenden Güterzugs IRC 52245 durch den Bahnhof Niederstetten gab es eine Störung an einem Vorsignalwiederholer. Dadurch löste sich die Fahrstraße im Bahnhof nicht automatisch auf. Der Fahrdienstleiter nahm fälschlicherweise einen gestörten Bahnübergang als Ursache an. Da der Bahnübergang in den nicht selbsttätigen Streckenblock einbezogen ist, musste er diesen nun vermeintlich überbrücken. Er vereinbarte daraufhin mit dem Kollegen in Schrozberg das Fahren mit Ersatzsignal (Zs1) und führte Rückmelden ein. Nachträglich stellte sich heraus, dass eine sicherheitsrelevante Störung gar nicht vorlag. Hätte der Fahrdienstleiter in Niederstetten dies rechtzeitig erkannt, hätte er die blockierte Fahrstraße von Hand auflösen und der folgende Regionalexpress (RE) 19533 hätte auf normalem Hauptsignal mit voll funktionsfähigem Streckenblock ausfahren können. Damit wäre der Unfall höchstwahrscheinlich vermieden worden.
Der Regionalexpress (RE) 19533, von Aschaffenburg nach Crailsheim unterwegs, bestand aus einem Dieseltriebwagen der Baureihe 628. In der Gegenrichtung war der Regionalexpress 19534 nach Wertheim unterwegs, ein klassischer Wagenzug mit vier Personenwagen, bespannt mit der Diesellokomotive 218 285. In beiden Zügen reisten insgesamt 31 Passagiere, in dem Fahrradabteil des Triebwagens, das unmittelbar hinter dem Führerstand des Fahrzeugs angeordnet ist, reiste eine fünfköpfige Familie mit ihren Fahrrädern. In Schrozberg war planmäßig die Zugkreuzung vorgesehen. Der RE 19533 hatte in Schrozberg um 11:59 Uhr planmäßig Abfahrt in Richtung Crailsheim. Der RE 19534 in Richtung Niederstetten und Wertheim zwei Minuten später, um 12.01 Uhr, also nach dem Eintreffen des Zuges aus Aschaffenburg.

## Unfallgeschehen
Der Fahrdienstleiter in Niederstetten ließ den um sechs Minuten verspäteten RE 19533 gegen 11:55 Uhr in Richtung Schrozberg auf Ersatzsignal ausfahren. Dadurch kommt es nicht zu einer automatischen Vorblockung und somit Sperrung des vor dem Zug liegenden Gleisabschnitts für Züge, die nachfolgen und, durch die in Niederstetten vorhandene Erlaubnis, für Fahrten aus der Gegenrichtung. Das war – aufgrund eines Fehlers in der Konzeption des Stellwerks – auch manuell nicht ausgleichbar. Diese Schwäche wurde – wie das Eisenbahn-Bundesamt in seinem Bericht feststellt – offensichtlich seit Einbau des Stellwerks durch regelwidriges Verhalten der Fahrdienstleiter kompensiert.
Der Fahrdienstleiter von Niederstetten versuchte nun, die Erlaubnis für den Streckenabschnitt nach Schrozberg abzugeben, was aber zunächst scheiterte, weil das erst möglich wird, wenn die Fahrstraße im Bahnhof aufgelöst ist. Dies gelang dem Fahrdienstleiter endlich kurz darauf. Das Stellwerk hatte den Befehl der Erlaubnisabgabe nach Schrozberg gespeichert und führte ihn nun automatisch aus. Damit konnte der Bahnhof Schrozberg über den Streckenabschnitt verfügen, in dem sich der RE 19534 auf ihn zubewegte.
Der 26 Jahre alte Fahrdienstleiter in Schrozberg hatte kurz zuvor den aus Niederstetten kommenden und in Richtung Crailsheim durchgefahrenen Güterzug IRC 52245 mit dem RE 19533 verwechselt und meldete ihn auch nach Niederstetten (mit der unzutreffenden Zugnummer) zurück. Nun nahmen beide Fahrdienstleiter an, dass die Strecke zwischen Schrozberg und Niederstetten frei sei. Das Landgericht Ellwangen stellte später fest, dass der Fahrdienstleiter überfordert gewesen sei. Er hatte aber eine etwa 15-monatige Erfahrung als Fahrdienstleiter in Schrozberg und dem benachbarten Bahnhof Blaufelden. Er gestattete dem Regionalexpress 19534 die Ausfahrt in Richtung Niederstetten, ebenfalls auf Ersatzsignal, obwohl der verspätete Gegenzug noch nicht eingetroffen war, da der Bahnhof Niederstetten ihm ja die Erlaubnis gegeben hatte.
Die beiden Züge kollidierten um 12.03 Uhr auf einem Bahndamm in einer unübersichtlichen Kurve bei Streckenkilometer 30,360 und einer Geschwindigkeit von 60 km/h und 83 km/h. Eine noch kurz vor dem Zusammenprall eingeleitete Schnellbremsung des Triebfahrzeugführers des RE 19533 wirkte wohl nicht mehr. Da der Triebwagen mit dem Steuerwagen voraus fuhr, wurden vorderer Führerstand und Fahrradabteil zwischen der viel schwereren Lokomotive des entgegenkommenden Zuges und dem eigenen Motorteil des Triebwagens zusammengequetscht. Der Triebwagen entgleiste und kippte zur Seite. Die Diesellok wurde nach rechts aus dem Gleis gedrückt und stürzte acht Meter tief die Böschung hinunter, wo sie etwa 30 Meter vom Gleis entfernt liegen blieb. Einer der Wagen entgleiste.

## Folgen
Bei dem Zusammenstoß starben sechs Menschen, eine Mutter mit ihren drei Kindern auf dem Rückweg von einem Radausflug und die beiden Lokomotivführer. 25 weitere Menschen wurden verletzt.
Rettungskräfte, Polizei und Bundesgrenzschutz waren mit einem großen Aufgebot vor Ort. Allein 208 Polizeibeamte waren im Einsatz. Die Neckarsulmer Feuerwehr war mit einem Notfallseelsorger und einem Einsatzleitwagen vor Ort, das Deutsche Rote Kreuz mit einem Notarzt und mehreren Rettungswagen. Verletzte wurden in die Krankenhäuser von Künzelsau, Crailsheim, Schwäbisch Hall und Bad Mergentheim gebracht.
Die Staatsanwaltschaft Ellwangen erhob Anklage gegen die beiden beteiligten Fahrdienstleiter. Sie lautete auf fahrlässige Tötung in sechs Fällen, Körperverletzung sowie fahrlässige Gefährdung des Bahnverkehrs. Laut Anklage war technisches und menschliches Versagen Ursache des Unfalls. Nach Ansicht des Staatsanwalts hatte der Fahrdienstleiter in Schrozberg einen „kompletten Aussetzer“. Der Zusammenstoß sei für die beiden Lokomotivführer unvermeidbar gewesen.
Am 15. Juni 2005 wurde das Urteil vom Landgericht Ellwangen verkündet. Gegen den Fahrdienstleiter von Schrozberg verhängte das Gericht eine Bewährungsstrafe von einem Jahr und sechs Monaten, gegen den Fahrdienstleiter in Niederstetten wurde eine Geldstrafe in Höhe von 4.800 Euro verhängt.